# Marcipalina clenchi
Marcipalina clenchi är en fjärilsart som beskrevs av Pierre Joseph Pelletier 1975. Marcipalina clenchi ingår i släktet Marcipalina och familjen nattflyn. Inga underarter finns listade i Catalogue of Life.